# Chùa Lộc Sơn (Nha Trang)

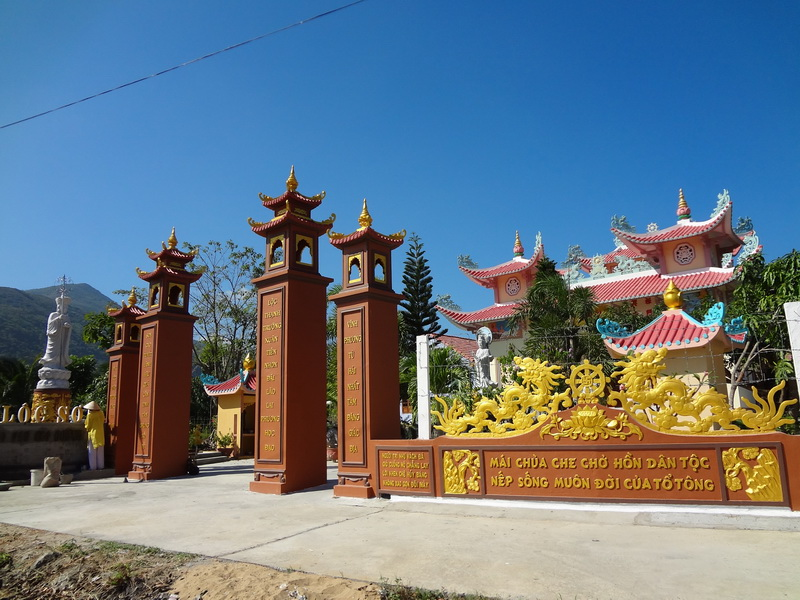
Chùa Lộc Sơn

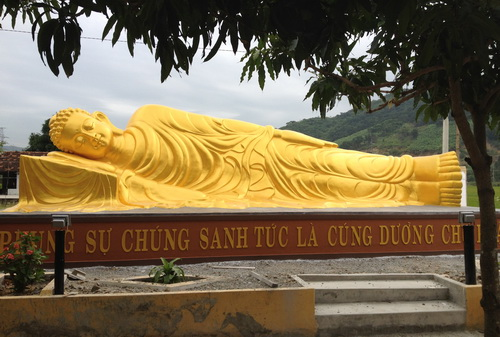
Thị Hiện Niết Bàn

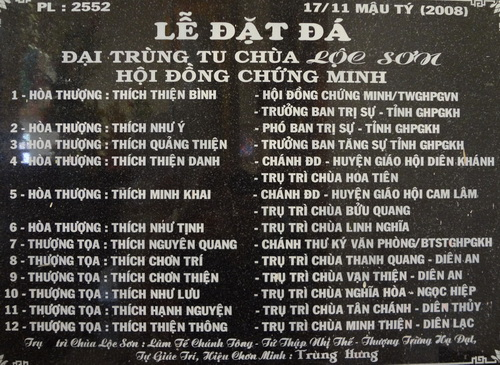
Lễ đặt đá đại trùng tu

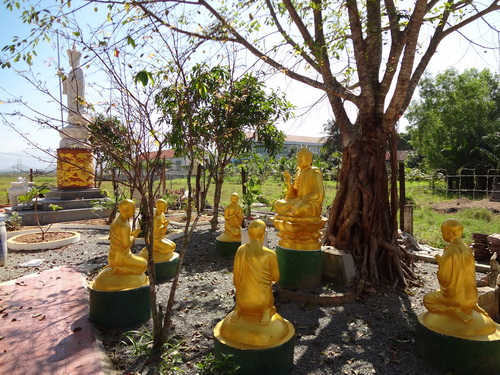
Chuyển Pháp Luân

Chùa Lộc Sơn tọa lạc tại Thôn Đắc Lộc, Xã Vĩnh Phương, Thành phố Nha Trang, tỉnh Khánh Hòa. Chùa cách Thành phố Nha Trang khoảng 6 km về hướng Tây Bắc, gần Quốc lộ 1 và gần Nhà máy Dệt Nha Trang.

## Xây dựng

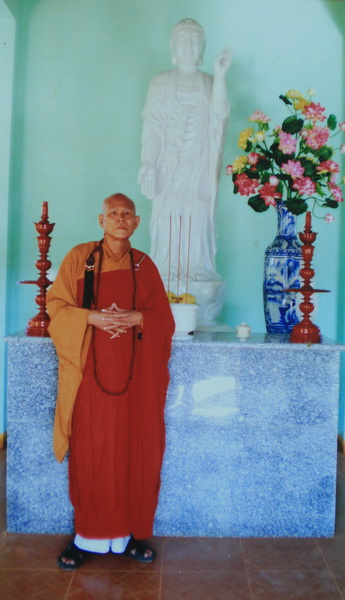
Trụ trì Thích Giác Trí

Chùa được kiến tạo năm 1898, cách đây hơn 100 năm. Đến năm 2008, tức đúng 110 năm sau, Thầy trụ trì Thích Giác Trí đã làm lễ đặt đá: Đại trùng tu. Trước kia Chùa bằng tre tranh nứa lá và sau đó cũng tạm bợ bằng tôle, cây, ngói gạch đơn sơ,..

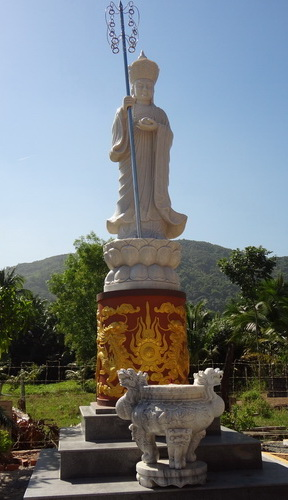
Đức U Minh Giáo chủ Đại Nguyện Địa Tạng Vương Bồ Tát

Năm 2010, Thầy trụ trì Thích Giác Trí thỉnh Đức Phật A Di Đà bằng đá Non nước từ Đà Nẵng về (do nhóm Phật tử mà đại diện là Bà Tuyết Hồng phát tâm, hiến cúng). Khi cung thỉnh Ngài lên nền Chùa (lúc bấy giờ Chùa mới chỉ có bê tông trụ chứ chưa xây tường vách) thì bỗng nhiên Đức Quán Thế Âm Bồ Tát thị hiện trước cổng Chùa. Khi ấy, khoảng hơn 400 người hiện diện đã thấy tận mắt và đồng quỳ xuống đảnh lễ Ngài.
Đến gần cuối năm 2012, Chùa cơ bản hoàn thành. Hiện nay, tại Chùa có 7 tượng Phật đá, tượng nhỏ nhất khoảng 1,2 mét, đến tượng lớn trên 2,5 mét. Thầy trụ trì đã xây phần móng để tôn tượng Địa Tạng Bồ Tát cũng bằng đá Non nước cao 3,6 mét trên phần xi măng cốt thép cao 2,6 mét, như vậy Đức Địa Tạng sẽ cao trên 6 mét (được thỉnh về Chùa ngày Rằm tháng Chạp Nhâm Thìn). Ngoài ra, Thầy đã tôn tượng Phật Niết Bàn hơn 7 mét nằm trên bục đá cao 0,8 mét, dài 8 mét. Tượng được nhủ kim và đồng thời, các tượng Phật và Bồ Tát khác ở bên ngoài cũng đều được nhủ kim, tức là, nếu nhìn từ cổng Chùa vào sẽ đồng một màu vàng ánh.

## Vị trí
Chùa Lộc Sơn được kiến tạo ở đầu làng vùng ven thành phố, giữa cánh đồng rộng do vậy sau khi hoàn thành đại trùng tu Chùa rất khang trang và thoáng mát. Bên trong Chùa, giữa Chánh điện thờ độc tôn, cặp đục bình và cặp đèn đá duy nhất hiện nay ở tỉnh Khánh Hòa. 

## Hoạt động
| 1 |

| Đức Di Lặc Tôn Phật |

| 8  |
| 15 |
| 19 |
| 21 |

| Đức Thích Ca Xuất Gia  |
| Đức Thích Ca Nhập Diệt |
| Đức Quan Thế Âm Bồ Tát |
| Đức Phổ Hiền Bồ Tát    |

| 16 |

| Đức Chuẩn Đề Vương Bồ Tát |

| 4  |
| 15 |

| Đức Văn Thù Bồ Tát      |
| Đức Thích Ca Giáng Sinh |

| 19 |

| Đức Quan Thế Âm Bồ Tát |

| 13 |
| 15 |
| 30 |

| Đức Đại Thế Chí Bồ Tát |
| Vu Lan Bồn             |
| Đức Địa Tạng Bồ Tát    |

| 19 |
| 30 |

| Đức Quan Thế Âm Bồ Tát |
| Đức Phật Dược Sư       |

| 17 |

| Đức A Di Đà Phật |

| 8 |

| Đức Thích Ca Thành Đạo |

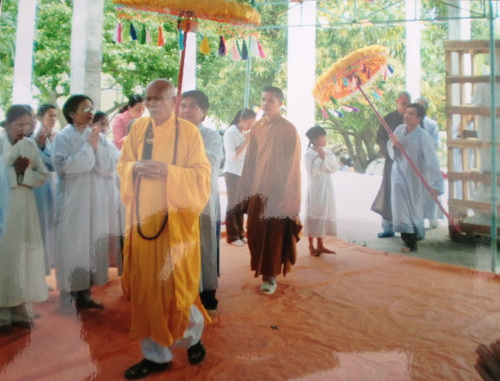
Lễ cung nghinh Phật tượng Đức A Di Đà (18 tháng 3 Canh Dần 2010)

Hàng năm Thầy Trụ trì và Phật tử tổ chức từ thiện 2 lần, giá trị hơn 10 triệu đồng/lần, cụ thể vào Lễ Vu Lan và Tết Nguyên Đán